# 7290 Johnrather
7290 Johnrather este un asteroid din centura principală de asteroizi.

## Descriere
7290 Johnrather este un asteroid din centura principală de asteroizi. A fost descoperit pe 11 mai 1991 la Observatorul Palomar de Eleanor Francis Helin. Asteroidul prezintă o orbită caracterizată de o semiaxă mare de 2,56 ua, o excentricitate de 0,23 și o înclinație de 24,8° în raport cu ecliptica.